# Beautiful Katamari
Beautiful Katamari, sorti au Japon sous le nom de Beautiful Katamari Damacy (ビューティフル塊魂, Byūtifuru Katamari Damashii), est un jeu vidéo de Namco Bandai pour la Xbox 360 sorti en 2007 au Japon et en Amérique du Nord et en 2008 en Europe,. Beautiful Katamari est le quatrième jeu de la série des Katamari, après Katamari Damacy, We Love Katamari et Me and My Katamari.
Dans ce jeu, le personnage roule une boule (nommée Katamari) parmi les niveaux. Celle-ci colle et enroule autour d'elle tous les objets plus petits qu'elle sur son passage, grossissant au fur et à mesure.
Beautiful Katamari a attiré l'attention sur lui avec le fait qu'il était à l'origine programmé sur la PlayStation 3 et la Xbox 360, mais le développement sur la PlayStation 3 a été abandonné. Tous les jeux Katamari précédents ont été exclusivement sortis sur des consoles Sony (la PlayStation 2 et la PlayStation Portable).

## Trame

### Résumé
Au début du jeu, le Roi de tout le Cosmos, ainsi que la reine et leur fils jouent au tennis. Pour monter sa toute-puissance, il veut décocher un coup droit très puissant. Néanmoins, le tir est tellement puissant que la balle s'envole vers l'espace et entraîne la formation d'un trou noir qui absorbe les planètes, les animaux, etc. In extremis, le roi décide alors de demander à son fils de faire rouler son Katamari - sorte de grosse boule collante - sur la Terre afin de former des boules de plus en plus grosses pour boucher le trou noir et reconstruire les planètes.

### Univers
Le Prince se déplace sur une petite planète d'où il peut choisir ses missions, qui ont toutes lieu sur la Terre, à différentes échelles : au début le Katamari mesure quelques dizaines de centimètres puis grossit, jusqu'à devenir aussi grand que des étoiles, planètes ou encore le trou noir.

### Personnages
Le Roi de tout le Cosmos est le roi de tout l'Univers connu. Il est grand et majestueux. Il donne les missions au Prince et juge le résultat de chacune d'elles. Il fournit au Prince une multitude d'informations utiles sur le prochain Katamari à rouler, comme sa peur des vaches ou qu'il aime manger des crabes.
Le Prince est le personnage que le joueur incarne dans le jeu. Il n'a qu'un but dans la vie, rouler les Katamaris que son père lui demande de faire. Du haut de ses cinq centimètres, il a la force pour pousser des Katamaris de plus de 500 mètres de diamètre.
La Reine de tout le Cosmos est la femme du Roi. Elle accompagne son mari et n'est présente que dans les cinématiques d'introduction et de conclusion du jeu.
Les cousins sont aussi forts que le Prince et roulent également des Katamaris. Ils sont cachés dans les niveaux, et après les avoir trouvés et fini le niveau en question, ils deviennent jouables.

## Système de jeu
Le système de jeu reste inchangé par rapport aux autres jeux de la série Katamari Damacy : le prince déplace une boule (nommée Katamari) à l'aide des deux sticks analogiques de la manette. Celle-ci colle et enroule autour d'elle tous les objets plus petits qu'elle sur son passage, grossissant au fur et à mesure. Elle peut ainsi grimper sur des zones plus élevées et attraper des objets plus gros. Cette boule se manipule comme un tank : il faut pousser les deux sticks analogiques pour avancer, pousser le stick analogique gauche pour tourner à droite et pousser le stick analogique droit pour aller à gauche.
Le roi donne au jeu des missions consistant à atteindre au minimum un certain diamètre en un temps imparti. Certains niveaux ont un thème ou une contrainte spécifiques, comme ne pas aller dans l'eau ou atteindre une certaine température, en fonction de l'apparence que doit prendre la planète.

## Contenu téléchargeable
Beautiful Katamari est le premier jeu de la série à en contenir. Sept niveaux additionnels sont disponibles sur le Xbox Live pour 80 Microsoft Points chacun. Chaque niveau additionnel n'occupe que 384 kB sur le disque dur de la Xbox 360, ce qui pousse le critique de jeu Aaron Linde à croire que les niveaux étaient déjà contenus dans le jeu, mais cachés, à moins que le joueur ne les achète.

## Histoire et développement
L'artiste, designer et créateur des jeux Katamari Damacy précédents, Keita Takahashi n'est pas impliqué dans le développement de Beautiful Katamari, qui est dirigé par le cochef designer du jeu Me and My Katamari, Jun Moriwaki.
Début 2007, plusieurs rapports suggèrent que Beautiful Katamari était en développement et allait sortir en Amérique du Nord en automne 2007. Ces rapports provenaient d'un dépôt de marque aux États-Unis, détaillant les annonces,.
Une démo du jeu a été distribuée dans le Official Xbox Magazine de septembre 2007 et sur le Xbox Live le 14 août 2007. La démo met 3 minutes à disposition du joueur dans un niveau pour faire grandir son Katamari le plus possible. La démo contient une chanson appelée Katamari Dancing de Takashi Utsunomiya, qui est aussi la chanson d'ouverture.
D'après une annonce de presse de Namco Bandai Games, Beautiful Katamari est devenu gold (c'est-à-dire que son développement est fini et qu'il est prêt à sortir) le 2 octobre 2007.
Le jeu est sorti en Amérique du Nord le 16 octobre 2007, le 18 octobre 2007 au Japon et le 29 février 2008 en Europe.

## Musique
À l'instar des précédents jeux de la série, la musique a été composée par un grand nombre de personnes : Yuri Misumi, Yū Miyake, Hiroto Sasaki, Akitaka Tohyama, and Yoshito Yano, déjà compositeurs pour les autres jeux, ont été rejoints par Rio Hamamoto, Yuji Masubuchi, Keiichi Okabe, Hiroto Sasaki, Tetsuya Uchida, et Ryo Watanabe. Tetsuya Uchida a pris le rôle de directeur du son pour ce jeu.
Katamari Suteki Damacy (塊ステキ魂, Katamari Suteki Damashii) est la bande originale du jeu. L'album, d'une durée de 1:10:04, contient 17 morceaux et a été publié par Columbia Music Entertainment le 21 novembre 2007.

## Accueil

### Critiques
Beautiful Katamari a reçu des critiques diverses.
L'Official Xbox Magazine a déclaré « [Le jeu] vise clairement à inclure tout le monde et n'exclut personne, et c'est tout simplement rafraîchissant au milieu d'une saison des fêtes bourrée de très sérieux, à haute courbe d'apprentissage me-toos » (« It clearly aims to include everyone and exclude no one, and that's just plain refreshing amid a holiday season stuffed full of deadly serious, high-learning-curve me-toos. »). IGN donne au jeu 7,8 sur 10, disant que Beautiful Katamari est « Une addition bienvenue à la catégorie des jeux stériles pour les familles sur 360 » mais a également trouvé à redire sur courte durée de vie du jeu et le manque d'évolution dans la série Katamari.
D'autres critiques se plaignent du manque d'originalité de Beautiful Katamari, comme Gamekult, qui déclare dans la partie « Les moins » de son test, qu'il n'y a « Zéro innovation ou presque ».

### Ventes
Beautiful Katamari est le 8e jeu de Xbox 360 le plus vendu au Japon avec 115,658 jeux.